# Фердинандо Карули
Фердинандо Карули (на италиански: Ferdinando Carulli, 9 февруари 1770, Неапол, Италия – 17 февруари 1841, Париж, Франция) е италиански класически китарист, композитор и автор на първия пълен метод за класическа китара, който продължава да се използва и до днес. Той е автор на много произведения за класическа китара, включващи концерти и камерни творби. Карули е изключително плодовит автор, композирал над 400 творби за 12 години.

## Биография
Фердинандо Карули е роден в Неапол, тогава част от Неаполитанското кралство. Неговият баща, Микеле, е изтъкнат литератор, секретар на делегата на Неаполитанската юрисдикция. Като много от неговите съвременници той учи музикална теория при свещеник, който е и любител музикант. Първият инструмент на Карули е виолончело, но когато е на двадесет, той започва да свири на китара и посвещава живота си на изучаване и развитие на инструмента. Тъй като няма професионални учители по китара в Неапол по това време, Карули развива свой стил на свирене.
Карули е надарен изпълнител. Неговите концерти са толкова популярни, че скоро започва да обикаля Европа. Около 1801 г. се жени за французойката Мария-Жозефина Боайе, от която има един син. Няколко години по-късно Карули започва да композира в Милано, където допринася за местни публикации. След грандиозния успех на своето парижко турне той се премества да живее там. По времето, когато Париж е известен като „музикална столица“ на света, той остава там до края на живота си.
В Париж Фернандо Карули става много успешен музикант и педагог. Той изпълнява намерението си да направи китарата популярна и модна сред висшите класи и парижките музиканти. В Париж той публикува и голяма част от своите произведения и става издател сам на себе си и печата произведения и на други изтъкнати китаристи като Филипо Граняни, с когото се сприятелява и който по-късно посвещава три китарни дуета на Карули.
През 1830 г. много европейски китаристи последват Карули в Париж, очевидно „привлечени от неговата личност“. С толкова много други китаристи Карули работи успешно, че скоро привлича за свои ученици членове на парижката аристокрация.
Много от пиесите, сега считани като най-добрите на Карули, първоначално са смятани от издателите като твърде трудни за изпълнители на средно ниво и е възможно много шедьоври да са се загубили по този начин. Необезсърчен, Карули започва сам да си издава творбите. Въпреки това голямата част от оцелелите пиеси на Карули са тези, които са „безопасни“ достатъчно, за да бъдат одобрени от други издатели, главно за изучаване на някоя техника или за начинаещи. Въпреки че има много ученици и поддръжници, Карули започва да вярва, че не заслужава цялата тази внушителна репутация, защото много от неговите най-добри творби никога не са публикувани.
Ограничен основно до писането на по-лесни за изпълнение творби, Карули написва най-известния в света метод за класическа китара – „Практическа хармония за китара“, колекция от пиеси, които все още се използват в обучението. По време на публикуването, методът е много популярен и се препечатва многократно.
В напредване на възрастта му Карули започва да експериментира с промени в конструкцията на китарата. С Лакот, френски производител на китари, той прави някои значителни промени за подобряване на звука на китарата.
Карули умира в Париж на 17 февруари 1841 г. на 71 години.

## Музика и стил
Карули е сред най-плодовитите композитори на своето време. Той написва повече от 400 творби за китара и безброй други за различни инструментални комбинации, винаги включващи китара. Най-значителната му творба е „Метод, оп.27“, публикуван през 1810 г. и все още използван широко в упражненията на учещите класическа китара. Карули също така композира няколко пиеси за китара и пиано със своя син Густаво.